# Zaricicea, Mala Vîska
Zaricicea (în ucraineană Заріччя) este un sat în comuna Mareanivka din raionul Mala Vîska, regiunea Kirovohrad, Ucraina.

## Demografie
Componența lingvistică a localității Zaricicea
     Ucraineană (88,98%)
     Rusă (6,78%)
     Română (1,69%)
     Belarusă (1,27%)
Conform recensământului din 2001, majoritatea populației localității Zaricicea era vorbitoare de ucraineană (88,98%), existând în minoritate și vorbitori de rusă (6,78%), română (1,69%), armeană (1,27%) și belarusă (1,27%).